# Пятосин, Евгений Степанович
Пятосин Евгений Степанович (21.02.1887 г. Киевская губ. Российская Империя - 1964 г.) Лётчик, Участник Первой мировой войны, капитан, командир авиационного отряда, участник Гражданской войны (красные), кавалер 6-и боевых орденов и Георгиевского оружия. Начальник авиации 16-й Армии РККА,

## Биография
Родился 21 февраля 1887 года в Киевской губернии в семье ветеринарного врача. В 1906 году окончил гимназию в Гомеле, затем в 1909 году - Виленское военное училище в чине подпоручика. Службу начал в 157-м пехотном Императорском полку.
В 1912 году, уже поручиком, Пятосин подал рапорт с просьбой о направлении его в авиацию. Окончил Теоретические авиационные курсы в Санкт-Петербургском политехническом институте. Для обучения полётам направлен в Севастопольскую авиационную школу. В сентябре 1913 года прапорщик Евгений Пятосин успешно совершил контрольный полёт по маршруту Кача - Саки - Евпатория - Севастополь - Кача и получил звание "Военного лётчика". Был направлен на должность младшего офицера в 2-м Авиационном отряде дислоцированном в городе Лида.
С первых дней Мировой войны пилот Пятосин на фронте в расположении 4-й Армии. С 1914 по 1917 годы совершил множество боевых и разведывательных полётов, дважды ранен, был сбит над озером Нарочь зенитным огнём, но сумел посадить повреждённую машину и остался жив. Освоил несколько типов боевых самолётов ("Фарман", "Альбатрос", "Моран"). Произведён в штабс-капитаны и капитаны (24.10.1917 г.). Удостоен 6-и орденов и Георгиевского оружия. Командовал Гренадерским корпусным авиационным отрядом.
В апреле 1918 года добровольно вступил в РККА. Назначен (с 1922 по 1924 годы) начальником штаба в Управлении воздушного флота Западного фронта. После окончания Гражданской войны служил с 1926 по 1933 годы в Управлении ВВС РККА. В 1933 году Евгений Степанович Пятосин был направлен руководителем авиационной школы в Тушино.
В 1937 году Е.С. Пятосин был подвергнут аресту и отправлен  в ссылку. Благодаря вмешательству знаменитой лётчицы Валентины Гризадубовой, лично вручившей письмо о его невиновности К.Е. Ворошилову, был оправдан и освобождён в 1939 году. В последующие годы работал в Аэроклубе имени В. Чкалова. Из-за своей природной скромности восстановления в воинском звании не добивался.
Скончался Евгений Степанович Пятосин в 1964 году в возрасте 77-и лет.

## Награды
17.12.1913 г. Орден Святого Станислава 3-й степени
06.06.1915 г. Орден Святого Владимира 4-й степени с мечами и бантом
16.08.1915 г. Орден Святого Станислава 2-й степени с мечами
15.04.1916 г. Орден Святой Анны 4-й степени с надписью "За храбрость"
12.07.1916 г. Орден Святой Анны 3-й степени с мечами и бантом
19.11.1916 г. Орден Святой Анны 2-й степени с мечами
04.03.1917 г. Георгиевское оружие